# Alphons Egli
Alphons Egli (Lucerna, 8 de octubre de 1924 – Lucerna, 5 de agosto de 2016) fue un político suizo, miembro del Partido Demócrata Cristiano.
Fue Consejero Federal de 1983 a 1986 y Presidente de la Confederación Suiza en 1986.

## Biografía
Hijo del miembro del Gran Consejo del cantón de Lucerna y del Consejero de los Estados Gotthard Egli, estudió Derecho en la Universidad de Zúrich, la Pontificia Universidad Gregoriana y la Universidad de Berna, donde se doctoró en 1949. De 1952 a 1982 trabajó como abogado y notario. Tras dejar el Consejo Federal, trabajó como consultor independiente.
Se casó con Heidi Mäder y fue teniente coronel de infantería en el ejército.

### Carrera política
En 1963 fue elegido miembro del Consejo de la ciudad de Lucerna, cargo que ocupó hasta 1967. En 1967 fue elegido miembro del Gran Consejo del cantón de Lucerna, donde pasó ocho años de su carrera política. En 1971 se presentó sin éxito al Consejo Nacional, y en 1975 fue elegido miembro del Consejo de los Estados. Aunque era partidario del uso de la energía nuclear, en 1979 presentó una proposición en la que pedía al Consejo Federal que iniciara negociaciones para impedir la construcción de la controvertida central nuclear de Kaiseraugst.
El 8 de diciembre de 1982 fue elegido miembro del Consejo Federal, donde dirigió el Departamento Federal del Interior. Durante su mandato, marcado por desastres ecológicos como la catástrofe de Chernóbil y el gran incendio de Schweizerhalle, en Basilea, se mostró fuertemente comprometido con la protección del medio ambiente y dio legitimidad política a esta preocupación. Se interesó por la conservación de los bosques, abordando el problema de la muerte de los mismos, y puso en marcha medidas para controlar la contaminación atmosférica.
Fue Presidente de la Confederación Suiza en 1986. En calidad de tal, el 3 de junio de 1986 se disculpó oficialmente por la injusticia cometida contra los yeniches en Suiza y, tras su dimisión, dirigió una comisión de fondos que compensó a los yeniches afectados por la retirada de niños, la institucionalización, etc. con sumas de entre 2.000 y 7.000 francos.
Dimitió del Consejo Federal el 31 de diciembre de 1986 por motivos de salud. Fue miembro de la Sociedad de Estudiantes Suizos.
Falleció el 5 de agosto de 2016 en una residencia de ancianos de Lucerna.

## Obras
- Die Aktiengesellschaft im internationalen Privatrecht, insbesondere die Sitzverlegung. Berna 1949, OCLC 603684279 (Tesis doctoral, Universidad de Berna).